# 刘克信
刘克信（1893年—1941年5月），中华民国陆军少将，原名刘彰民，以字行，河北石家庄人（一说为鹿泉人）。1941年5月在中条山战役中战死殉国，身后被中华民国政府追赠陆军中将衔。

## 生平
1893年，刘克信出生在河北省获鹿县（今鹿泉市）的一个普通家庭，年少时就渴望参军报国。1911年，刘克信考入袁世凯开办的模范团第2期，后因模范团解散，于1917年被编入保定陆军军官学校第6期。在校期间，刘克信改以字行，将原名彰民改为字。
1919年，刘克信从军校毕业，被分配到山西陆军，历任排长、连长、参谋、师参谋长、团长等职。北伐战争胜利后，刘克信被调到阎锡山开办的北方军校任教育处处长和学生总队长。1930年，刘克信参加中原大战，一度担任济南警备司令。阎锡山和冯玉祥反对蒋介石失败后，刘克信改任晋绥军事整理委员会委员。
七七事变后，刘克信任第2战区兵站第7分监部分监长，奉命赴晋北抗日前线，担任向前线部队补给和向后方转送伤病员及战俘等后勤保障任务，参加了平型关战役和忻口战役。1938年，刘克信转任江北兵站统监部第一办事处上校参谋长，驻陕西宝鸡，仍负责抗日前线作战部队的后勤补给工作。1940年，刘克信任河北民兵少将总参议兼参谋长，负责部队整训和作战计划部署等任务。
1941年5月，日军发动中条山战役，河北民兵奉命开赴第一线作战。面对装备精良，单兵素质高的日军，刘克信和河北民兵总指挥乔明礼决定各自率领一半部队在日军的后方开展游击战（另一说为分兵突围）。刘克信率部与日军在野猪岭相遇，在激烈的战斗中，刘克信肚肠外溢，但仍由警卫员搀扶着继续指挥作战，并疾呼“杀”！最后终因伤势过重，壮烈牺牲，时年47岁。